# Real Academia de Ciencias, Bellas Letras y Nobles Artes de Córdoba
La Real Academia de Ciencias, Bellas Letras y Nobles Artes de Córdoba fue fundada el 11 de noviembre de 1810 en Córdoba (España), al separarse diferentes miembros de la 
Real Sociedad Económica Cordobesa de Amigos del País creada treinta años atrás. Autorizada por el prefecto en Córdoba, Domingo Badía, su primer director fue Manuel María de Arjona y Cubas, canónigo de la Catedral de Córdoba y miembro de la citada Sociedad.

## Historia
En 1915 Alfonso XIII le concedió el título de Real. En el año 2002 la Academia recibió la Medalla de Oro de Córdoba y en el 2004 la Medalla de Santo Tomás de Aquino de la Universidad de Córdoba. La Real Academia de Córdoba forma parte del Consejo Superior de Investigaciones Científicas (CSIC) desde 1947, de la Confederación Española de Centros de Estudios Locales (CECEL), del Instituto de Academias de Andalucía desde su creación en 1985 y del Instituto de España.
La integran académicos numerarios (que en número de treinta y cinco forman el pleno de la misma), académicos supernumerarios, académicos de honor y un número indeterminado de académicos correspondientes. De estos últimos, treinta y cinco con residencia en Córdoba capital. Los treinta y cinco académicos numerarios y los otros tantos correspondientes en Córdoba, se distribuyen por secciones: 1ª Ciencias Morales y Políticas; 2ª Ciencias Históricas; 3ª Ciencias Exactas, Físicas, Químicas y Naturales; 4ª Bellas Letras; y 5ª Nobles Artes. Cuenta también con los Institutos de Estudios Gongorinos, Califales y de Artes Escénicas. Cuenta como “patrón laico” a Luis de Góngora a quien le rinde homenaje un domingo del mes de mayo. Su Junta Rectora la forman: director –actualmente José Cosano Moyano-, censor, secretario, depositario y bibliotecario.
Los cursos se desarrollan de octubre a junio. Cada jueves, los académicos se reúnen en sesión privada para tratar asuntos de la institución y, a continuación, se abre una sesión pública, con intervenciones a las que puede asistir quien desee. Sus actividades no se limitan a esos jueves, sino que en otros días de la semana organiza recitales de poesía, presentaciones de libros, conferencias a cargo de invitados o se desplaza a pueblos de la provincia para celebrar en ellos sesiones extraordinarias. Su biblioteca también está abierta a consultas y posee una notable colección de arte egipcio, además de un fondo de pinturas y esculturas donadas por los académicos.
Desde 1922 se publica el Boletín de la Real Academia de Córdoba de Ciencias, Bellas Letras y Nobles Artes, que supera ya los 157 números, a razón, aproximadamente de dos por año. Constituye un elemento de obligada consulta para las investigaciones históricas, artísticas, literarias o científicas que versen sobre Córdoba y su provincia, pues en él publican sus artículos e investigaciones los miembros de la Academia. También publica ediciones especiales conmemorativas de algún personaje o efeméride y la revista Al-Mulk, de periodicidad anual.
El día 28 de septiembre de 2017 se constituye la Fundación Pro Real Academia de Córdoba, cuyo objetivo es fomentar los trabajos de investigación en las ramas de ciencias, bellas letras y nobles artes, y estimular la difusión pública de toda clase de conocimientos y actividades científicas, históricas, literarias y artísticas.

## Directores de la Real Academia de Córdoba
- Manuel María de Arjona y Cubas (1810-1819)
- Duque de Almodovar (1819-1820)
- José Meléndez (1820-1822)
- Miguel Alverar (1822-1823)
- Ramón de Aguilar y Fernández de Córdoba (1841-1859)
- Carlos Ramírez de Arellano y Gutiérrez de Salamanca (1868-1874)
- Rafael Joaquín de Lara y Pineda (1874-1875)
- Rafael de la Sierra y Ramírez (1875-1878)
- Francisco de Borja Pavón y López (1878-1904)
- Teodomiro Ramírez de Arellano y Gutiérrez de Salamanca (1904-1909)
- Manuel de Sandoval y Cútoli (1909-1911)
- Luis Valenzuela y Castillo (1911-1920)
- Manuel Enríquez Barrios (1920-1930)
- José Amo Serrano (1930-1952)
- Manuel Enríquez Barrios (1952-1956)
- Rafael Castejón y Martínez de Arizala (1957-1980)
- Juan Gómez Crespo (1980-1988)
- Manuel Peláez del Rosal (1988-1992)
- Ángel Aroca Lara (1992-2000)
- Joaquín Criado Costa (2000-2016)
- José Cosano Moyano (2016)